# Clavito (cantante)
Robert Muñoz Farfán (Lima, 8 de junio de 1970), conocido por su nombre artístico Clavito, es un cantante, expolicía y compositor peruano. Logró consolidar su carrera artística en la cumbia peruana. Alcanzó a la popularidad por ser el fundador y vocalista principal de la banda musical Clavito y su Chela, en la que lidera desde el año 2014.

## Biografía

### Primeros años
Nació el 8 de junio de 1970 en Lima, bajo el nombre completo de Robert Muñoz Farfán. Es hijo de Ciro Muñoz y de Senobia Farfán.
Vivió sus primeros años en Arequipa, realizando sus estudios primarios en el colegio Mariano Trinidad Docarmo y secundarios en el colegio Túpac Amaru. A lo paralelo, realizó los oficios de pintor, barbero, chofer de montacarga y jardinero para solventar los gastos familiares. En su juventud, entró al servicio militar obligatorio, al formar parte de la Fuerza Aérea de Arequipa. En el año 1999, participó en la captura del Camarada Feliciano, uno de los integrantes de la organización criminal Sendero Luminoso.
Estudió la facultad de educación en la Universidad San Pedro, en el cual fue egresado en el grado de bachiller en 2008. Además de ello, obtuvo el licenciado de Administración y Ciencias Policiales en la Escuela de Oficiales de la Policía Nacional del Perú y el doctorado de Seguridad y Minería.

### Clavito y su Chela
A partir de los años 2010, se muda a Huancayo inicialmente para continuar con su trabajo de policía, anunciando el retiro de su cargo en el año 2016. Años más tarde, en el año 2014 apostaría por la música, desempeñándose como cantante, al formar el conjunto musical Clavito y su Chela, instalándose en la cumbia peruana y comienza a utilizar el nombre artístico de Clavito. Como parte de su debut, lanza los temas musicales «Por qué serás así», «No me vayas a olvidar» y «Siento que no puedo vivir sin ti», en esta última, en colaboración con las cantantes folclóricas Susan del Perú y Carmín Rojas, convirtiéndose en sus éxitos símbolos de su carrera musical y logra alcanzar al estrellato en el panorama artístico nacional, obteniendo una acogida en las emisoras locales. Al poco tiempo, lanza su versión de «Don Mario».[cita requerida] En el año 2023, entró en disputa con su expareja Pilar Astocuri, debido a los derechos de autor por las tres primeras canciones mencionadas.
En el año 2016, estrena el sencillo «Maldita tú» de su álbum Autores son amores, en el que a partir de entonces comienza a utilizar las composiciones de Miguel Laura, Pelo d'Ambrosio y Estanis Mogollón. Además de ello, incorpora a los cantantes Luigui Carbajal y Alejandra Pascucci al grupo.
Al año siguiente, fue intérprete del tema musical «El adiós» en homenaje a su expareja Greis Laura, una de las integrantes de su orquesta. Al poco tiempo, forma su propio estudio de grabaciones Clavi-Studio en el distrito de Barranco y lanza su nuevo material «Amante», obteniendo la consolidación en la cumbia peruana.
Tras ponerle pausa a su carrera musical, en el año 2019 anunció su postulación al Congreso de la República del Perú con el partido Podemos Perú, en representación a la Región Junín, sin éxito. En el año 2020 se muda a los Estados Unidos durante la pandemia de COVID-19 y obtuvo su residencia norteamericana. En el año 2023, regresa a la música con la nueva producción musical «Ya sé», grabado en Los Ángeles con el apoyo del músico Luis Chávez y el cantante Óscar, exintegrante del conjunto Fruko y sus Tesos y Guacayán. En ese año, incorpora al entrenador personal Mack Songhurst «la Mackyna» y su pareja Norka Ascue en la coreografía, los trompetistas José Rúa y Jaime Agón Vega, y el guitarrista Ferruzo Cortés al elenco principal.

## Vida personal
En el año 2018, inicia su relación con la cantante y exreina de belleza Andrea Fonseca, con quién tiene dos hijas. Contrajeron en un matrimonio civil al año siguiente. En el año 2024, ambos se casaron por religioso, en compañía de amigos y familiares, en el distrito de La Molina.

## Discografía

### Álbumes de estudio
- 2016: Por qué serás así
- 2016: Autores son amores
- 2016: Después de la tormenta

### Sencillos
- 2023: Ya sé
- 2023: Es por tu culpa
- 2023: No seas así